# União Recreativa e Esportiva Santa Quitéria
O União Recreativa e Esportiva Santa Quitéria é um clube de futebol brasileiro sediado na cidade de Curitiba, no estado do Paraná.

## História
A fundação do clube ocorreu em 20 de agosto de 1971, após a fusão entre o Vila Inah e Ipê, ambos do mesmo bairro. Criado originalmente como União de Santa Quitéria, mudou para o nome atual após uma fusão com a SBR Santa Quitéria em 24 de abril de 1974. No mesmo ano, conquistou seu primeiro título da primeira divisão da Suburbana, equipe treinada por Mazolinha. Durante esse período, demonstrou ser uma equipe "bastante aguerrida e muito competitiva", tendo conquistado um tetracampeonato da Categoria de Aspirantes em 1975, 1978, 1979 e 1981.
Voltou a sagrar-se campeão municipal em 1982. Em 1987, sagrou-se tricampeão ao vencer o União Capão Raso na final com gol de pênalti no último minuto da prorrogação, na Vila Capanema. Alguns anos depois, tendo dificuldade em manter o equilíbrio financeiro necessário para a manutenção de um elenco caro, licenciou-se das atividades por mais de 8 anos, retornando com uma "nova mentalidade dos diretores", investindo primeiramente no patrimônio e em segundo os gastos. Em 2005, retornou à primeira divisão municipal e conquistou um vice-campeonato, mas logo no ano seguinte foram rebaixados à Série B. Inconformados, os dirigentes decidiram que "era a hora de dar a volta por cima", sagrando-se em 2007 campeões da primeira Copa Paraná.
Em 2010, sagrou-se bicampeão da Copa Paraná, campeão da Copa Dr. Barão e chegou à final da Suburbana após 23 anos de espera, feito bastante celebrado na Região Sul da cidade. Enfrentou na decisão o Trieste, onde no primeiro jogo venceu por 1–0, enquanto no segundo empatou por 3–3. Durante sua campanha, teve 10 vitórias, 5 empates e 3 derrotas. Em 2011, embora não tenha chegado na final, teve o artilheiro daquele edição, Dinda, com 12 gols marcados. Em 2012, foi campeão da primeira edição da Liga Varzeana em cima do Vila Hauer por 3–2 na final. Em 2013, foi vice-campeão municipal após perder para o Trieste na final por 3–1 no primeiro jogo, e 3–2 no segundo, com direito à gol de virada no último minuto dos acréscimos. Em 2015, sagrou-se pentacampeão da Suburbana ao vencer o SOBE Iguaçu por 1–0 no primeiro jogo, enquanto no segundo empatou sem gols. Durante sua campanha, teve 10 vitórias, 6 empates e 4 derrotas.

## Títulos
| MUNICIPAIS | MUNICIPAIS            | MUNICIPAIS | MUNICIPAIS                    |
|            | Competição            | Títulos    | Temporadas                    |
| ---------- | --------------------- | ---------- | ----------------------------- |
|            | Campeonato Curitibano | 5          | 1974, 1982, 1987, 2010 e 2015 |

### Outras conquistas
- Copa Paraná: 2007 e 2010
- Copa Dr. Barão: 2010
- Liga Varzeana: 2012
- Campeonato Curitibano de Aspirantes: 1975, 1978, 1979 e 1981